# حسين حامد
حسين حامد حسان، (21 ربيع الأول 1351 هـ/25 يوليو 1932م - 1 محرم 1442 هـ/20 أغسطس 2020م)، هو أستاذ الاقتصاد الإسلامي وعضو الاتحاد العالمي لعلماء المسلمين وعضو المكتب التنفيذي لمؤتمر العالم الإسلامي وعضو المجلس الأوروبي للإفتاء والبحوث وعضو الجمعية التأسيسية المصرية 2012. توفي في 1 محرم 1442 هـ الموافق 20 أغسطس 2020 عن 88 سنة.

## الحياة التعليمية
- حصل على ليسانس في القانون والاقتصاد من كلية الحقوق بجامعة القاهرة 1959
- حصل على ليسانس في الشريعة من كلية الشريعة بجامعة الأزهر 1960.
- حصل على ماجستير في الشريعة الإسلامية من كلية الحقوق جامعة القاهرة 1960.
- حصل على ماجستير في القانون المدني من كلية الحقوق جامعة القاهرة 1961.
- حصل على دبلوم في القانون المقارن من كلية الحقوق في جامعة نيويورك من المعهد الدولي للقانون المقارن 1963.
- والماجستير منها في القانون المقارن عام 1965م.
- حصل على الدكتوراة في الفقه وأصول الفقه من كلية الشريعة بجامعة الأزهر 1965.

## الوظائف التي شغلها
- عين محاميا بإدارة قضايا الحكومة عام 1959م، ثم معيدا بكلية الحقوق بجامعة القاهرة، فمدرساً فأستاذاً مساعداً فأستاذاً فرئيساً لقسم الشريعة بها.
- أعير رئيساً للدراسات العليا بجامعة الإمام محمد بن علي السنوسي الكبير بليبيا.
- أعير رئيساً للدراسات العليا الشرعية بمكة المكرمة جامعة الملك عبد العزيز، ومديراً لمركز البحث العلمي وإحياء التراث الإسلامي بكلية الشريعة بالجامعة، ومستشاراً لمدير الجامعة لشئون الدراسات العليا والبحوث والتعاون بين الجامعة والجامعات الأخرى، ورئيساً للجنة الدائمة لترقية أعضاء هيئة التدريس في جامعة الملك عبد العزيز وجامعة أم القرى بمكة المكرمة.
- أعير لإنشاء الجامعة الإسلامية العالمية بإسلام آباد عام 1979م، عقب إعلان باكستان تطبيق الشريعة الإسلامية، وعين عضوا في مجلس أمناء هذه الجامعة، وتولي رئاستها لمدة أربعة عشر عاماً.
- عاون في إنشاء جامعة نور سلطان مبارك الإسلامية بكازاخستان وعين عضواً بمجلس أمنائها.

## العمل الاستشاري
- عمل مستشارا قانونياً واقتصادياً لرئيس جمهورية كازاخستان.
- عمل مستشارا اقتصاديا لرئيس وزراء قيرغستان، وكلف بعمل خريطة استثمارية للدولة، وكلف بإعداد دراسات جدوى لأهم مشاريع التنمية بها تمهيدا لعقد مؤتمر استثمار دولي.
- عمل مستشاراً لرئيس جمهورية باكستان الإسلامية لشئون الجامعة الإسلامية العالمية.
- عمل مستشاراً لأمين عام رابطة العالم الإسلامي بمكة المكرمة.
- عمل مستشاراً لرئيس مؤتمر العالم الإسلامي بجدة.
- عمل مستشاراً لهيئة إحياء التراث بالإمارات العربية المتحدة.
- عين مستشاراً لرئيس جامعة القاهرة.

## الاقتصاد والبنوك الإسلامية
- ساهم في حركة البنوك الإسلامية منذ إنشائها، وقام بتدريب كوادرها، وتولى الإشراف على الرقابة الشرعية بالمصرف الإسلامي الدولي، واختير عضوا بمجلس إدارته للإشراف على قطاع الاستثمار بالبنك.
- عين خبيراً للاتحاد الدولي للبنوك الإسلامية، وعضوا بالهيئة العليا للفتوى والرقابة الشرعية له.
- شارك في المؤتمرات الدولية والندوات وحلقات البحث ومجموعات العمل التي عقدت في مجال الاقتصاد الإسلامي، وقدم بعض البحوث في موضوعات مختلفة.
- عمل رئيساً لهيئة الفتوى والرقابة الشرعية ببنك دبي الإسلامي.
- عمل رئيساً لهيئة الفتوى والرقابة الشرعية ببنك الشارقة الوطني الإسلامي، ومشرفاً على تحول البنك إلى مصرف إسلامي.
- عمل عضواً لهيئة الفتوى والرقابة الشرعية بالبنك الإسلامي للتنمية.
- عمل رئيساً لهيئة الفتوى والرقابة الشرعية بمركز إدارة السيولة بالبحرين.

## في مجال تطبيق الشريعة
- ساهم في إعداد القانون المدني المصري وفق أحكام الشريعة الإسلامية، وأعد مذكرته التفسيرية.
- ساهم في إعداد قوانين تطبيق الشريعة الإسلامية في باكستان، وشارك في تحويل نظامها المصرفي إلى العمل بهذه الشريعة.
- ساهم في جهود تطبيق الشريعة بالكويت، وراجع مشروع قانون شركات التأمين الإسلامي بها.
- أعد مشروع قانون الأحوال الشخصية بليبيا على الراجح من مذهب الإمام مالك.
- ساهم في إعداد دستور جمهورية كازاخستان وفي القوانين المكملة للدستور.
- ساهم في برنامج الخصخصة في كازاخستان.

## في مجال التعليم
- شارك في المؤتمرات الدولية، والندوات وحلقات البحث في مجال التعليم الإسلامي وكان مقررا لعدد من هذه المؤتمرات.
- ساهم في إنشاء عدد من الجامعات والكليات في جنوب شرق آسيا وآسيا الوسطى، وشرق آسيا.

## في مجال الترجمة
أشرف على مشروع ترجمة 200 كتاب إسلامي من اللغة العربية والإنجليزية إلى اللغة الروسية، وقام بطبع وتوزيع هذه الكتب داخل جمهوريات الاتحاد السوفيتي السابق، وهو المشروع الذي مولته جمعية اقرأ الخيرية لصاحبها الشيخ صالح كامل عبد الله ومديرها الدكتور محمد عبده يماني، وقامت أكاديمية الدعوة بالجامعة الإسلامية العالمية بإسلام آباد، أثناء رئاسته للجامعة، بتأليف وترجمة ما يزيد على 400 كتاب إسلامي إلى ما يزيد على 20 لغة.

## مؤلفاته
قام بتأليف عدد من الكتب والبحوث في مجالات القانون والشريعة والاقتصاد المقارن والتأمين والبنوك والإعلام الإسلامي ومنها:
- نظرية المصلحة في الفقه الإسلامي (رسالة دكتوراه)
- أصول الفقه الإسلامي (كتاب دراسي)
- المدخل لدراسة الفقه الإسلامي (كتاب دراسي)
- الوصية في الفقه الإسلامي (كتاب دراسي)
- نظرية التأمين العيني في الفقه الإسلامي (دراسة مقارنة مع القانون المدني)
- الرهن الوارد على غير الأعيان في الشريعة الإسلامية (دراسة مقارنة بالقانون المدني)
- آثار الإفلاس في شخص المدين وماله في الشريعة الإسلامية (دراسة مقارنة بالقانون التجاري) باللغتين العربية والإنجليزية.
- حكم الشريعة الإسلامية في عقود التأمين (دراسة مقارنة بالقانون المدني)
- أثر التضخم في الحقوق والديون الآجلة.
- المصلحة وتطبيقاتها المعاصرة في المجال الاقتصادي (بحث مقدم للبنك الإسلامي للتنمية)
- القيود على حرية الإيصاء في الشريعة الإسلامية: دراسة مقارنة بين الشريعة الإسلامية والقانون الأمريكي والإنجليزي (رسالة M.C.J باللغة الإنجليزية مقدمة للمعهد الدولي للقانون بجامعة نيويورك)
- نظام الإرث في الشريعة الإسلامية: دراسة مقارنة بين الشريعة الإسلامية والقانون الإنجليزي والأمريكي (مقدمة لكلية الحقوق بجامعة نيويورك لنيل درجة الدبلوم في القانون المقارن، باللغة الإنجليزية)
- مقاصد الشريعة الإسلامية في الحياة الاقتصادية (بحث مقدم للبنك الإسلامي للتنمية
- الاستثمار الإسلامي وطرق تمويله (بحث مقدم لندوة البنك الإسلامي للتنمية بجنوب أفريقيا)
- الأوراق المالية (بحث مقدم لندوة البنك الإسلامي للتنمية بماليزيا باللغة الإنجليزية)
- فقه الأولويات وتطبيقاته المعاصرة (بحث مقدم للمجلس الأعلى للشئون الإسلامية بالقاهرة).
- السمسرة وتطبيقاتها المعاصرة.
- التأمين التكافلي على الحياة (ندوة البركة بدمشق)
- التأمين من حوادث السيارات (بحث مقدم للبنك الإسلامي للتنمية)
- أثر مكونات الأسهم في تداولها، وحكم القروض والفوائد في معاملاتها (ندوة البركة بماليزيا)
- تداول أسهم البنوك والمؤسسات المالية الإسلامية (ندوة الصناعة المالية بالإسكندرية بالتعاون مع البنك الإسلامي للتنمية)
- التصرف في الديون في الشريعة الإسلامية (بحث مقدم للبنك الإسلامي للتنمية)
- العلاقة بين الهيئات الشرعية والمراجعين الخارجيين في المؤسسات المالية الإسلامية (بحث مقدم لهيئة المراجعة والمحاسبة بالبحرين)
- دواعي الموقف الدرامي في الشريعة الإسلامية.
- حكم الغناء والموسيقى في الشريعة الإسلامية.
- حكم الشريعة في عقود الفنانين وحفلات الموسيقى والغناء.

## وفاته
توفي حسين حامد يوم الخميس 20 أغسطس 2020 الموافق 1 محرم 1442 هـ عن عمر ناهز 88 عام.

## وصلات خارجية
- حسين حامد على موقع أرشيف الشارخ.
- الموقع الرسمي للدكتور حسين حامد